# الأنواء للطيران
الأنواء للطيران هي شركة لتأجير الطائرات الخاصة مقرها الرياض، المملكة العربية السعودية. اعتبارًا من عام 2013، كانت واحدة من سبع شركات طيران مقرها السعودية.[بحاجة لمصدر]</link>

## الأسطول
يتكون أسطول الأنواء من الطائرات التالية (اعتبارًا من أغسطس 2016): 

### أسطول متقاعد
قامت شركة الأنواء أيضًا بتشغيل ما يلي:[بحاجة لمصدر]</link>
- 1- لوكهيد إل-1011 تراي ستار 500

## أنظر أيضا
- قائمة شركات الطيران في المملكة العربية السعودية

## روابط خارجية
- موقع الأنواء